# Sariaya
Sariaya (offiziell: Municipality of Sariaya; Filipino: Bayan ng Sariaya) ist eine philippinische Stadtgemeinde in der Provinz Quezon.
Sariaya liegt zwischen dem Vulkan Banahaw und der Tayabasbucht. Durch das Gebiet der Stadtgemeinde fließen die Flüsse Sadyaya, Lagnas, Mamala und Gibanga.
Der Ort wurde am 4. Oktober 1599 gegründet.
Jährlich am 15. Mai findet das Agawan Festival statt.
In Sariaya sind zwei öffentliche Highschools, die Lutucan National High School und die Canda National High School, sowie eine Privatschule, das Sariaya Institute und zwei konfessionelle Schulen, die St. Joseph’s Academy und die St. Francis High School beheimatet.

## Baranggays
Sariaya ist politisch in 43 Baranggays unterteilt.
| - Poblacion 1 - Poblacion 2 - Poblacion 3 - Poblacion 4 - Poblacion 5 - Poblacion 6 - Antipolo - Balubal - Bignay 1 - Bignay 2 - Bucal - Canda - Castañas - Concepcion I | - Concepcion Banahaw - Concepcion Palasan - Concepcion Pinagbakuran - Gibanga - Guisguis-San Roque - Guisguis-Talon - Janagdong 1 - Janagdong 2 - Limbon - Lutucan 1 - Lutucan Bata - Lutucan Malabag - Mamala I - Mamala II | - Manggalang 1 - Manggalang Tulo-tulo - Manggalang-Bantilan - Manggalang-Kiling - Montecillo - Morong - Pili - Sampaloc 1 - Sampaloc 2 - Sampaloc Bogon - Santo Cristo - Talaan Aplaya - Talaan Pantoc - Tumbaga 1 - Tumbaga 2 |